# Irmãos Massabki
Os Irmãos Massabki (em árabe: الأخوة المسابكيين), nascidos Abdel-Mooti Massabki, Francisco Massabki e Rafael Massabki, foram três cristãos maronitas de Damasco, na atual Síria. Em 10 de julho de 1860, eles foram mortos junto de oito franciscanos por causa de sua fé, enquanto rezavam dentro de uma igreja franciscana em Damasco, durante o conflito civil de 1860 no Monte Líbano e Damasco.
O Papa Pio XI proclamou beatos os três irmãos em 1926.
Em 18 de dezembro de 2022, o patriarca maronita Béchara Pierre Raï anunciou que os irmãos Massabki seriam reconhecidos como santos sem necessidade de milagre, porque eram mártires da fé.
Em 1.º de julho de 2024, o Papa Francisco presidiu um Consistório Ordinário de Cardeais, que aprovou a canonização de 15 pessoas, entre eles os irmãos Massabki. No Palácio Apostólico para um Consistório Público Ordinário, o cardeal Marcello Semeraro apresentou 'Peroratio', um relatório sobre as vidas e milagres dos irmãos Massabki, entre outros.
Os três irmãos foram canonizados em 20 de outubro de 2024 ao lado de outros onze novos santos, incluindo os oito franciscanos mortos com eles. O reconhecimento ecumênico tornou-se uma oportunidade para reforçar a comunhão entre os diferentes ritos católicos.